# María Elena Cruz Varela
María Elena Cruz Varela (Colón, Cuba, 1953) es una periodista, poeta y novelista cubana. 
Líder del grupo disidente cubano Criterio Alternativo, que promovió en 1991 la conocida como Carta de los diez, carta abierta a Fidel Castro de diez escritores cubanos en la que le solicitaban la democratización del régimen. Condenada por un tribunal cubano, después de un juicio sumarísimo, a dos años de cárcel.
Abandonó Cuba en 1994 y vivió un tiempo en España, antes de trasladarse a Estados Unidos. Después regresó a España y se instaló en Madrid. 

## Obras
- 2006: La hija de Cuba (novela)
- 2003: Juana de Arco: el corazón del verdugo (novela)
- 2001: Dios en las cárceles de Cuba (testimonio)
- 2001: La voz de Adán y yo (poemas)
- 1992: El ángel agotado (poemas)
- 1991: Hija de Eva (poemas)
- 1987: Afuera está lloviendo (poemas)
- 1986: Mientras la espera el agua (poemas)

## Reconocimientos
- 2012: Medalla Avellaneda otorgada por el Centro Cultural Cubano de Nueva York, Estados Unidos.
- 2003: Premio de Novela Histórica Alfonso X El Sabio, por Juana de Arco: el corazón del verdugo.
- 2001: Premio Emilia Bernal.
- 1995: Premio Mariano de Cavia de la prensa española.
- 1992: Premio internacional Libertad otorgado por la Internacional Liberal.
- 1992: Poetry International Award de Países Bajos.
- 1992: Premio Hellman-Hammett por la Libertad de Expresión.
- 1989: Premio Julián del Casal (Cuba), por Hija de Eva.